# أسنان دائمة
الأسنان الدائمية (بالإنجليزية: Permanent teeth)‏ أو أسنان البالغين وهي المجموعة الثانية من الأسنان التي تتكون في الثديات ثنائية التسنين. وتكون عند البشر وعند السعالي اثنان وثلاثون سنًا دائميًا، تتكون من: ستة أضراس في الفك العلوي وستة أضراس في الفك السفلي، وأربعة ضواحك في الفك العلوي ومثلها في الفك السفلي، ونابان في الفك العلوي ومثلهما في الفك السفلي، إضافة إلى أربعة قواطع في كل فك.

## الجدول الزمني
عادة ما يظهر أول سن من الأسنان الدائمية في عمر ست سنوات، ثم يمر الفم بمرحلة انتقالية بين الأسنان الأولية (الصف اللبني) والأسنان الدائمية خلال فترة من الأسنان المختلطة حتى يٌفقد آخر سن لبني.
أول الأسنان الدائمية التي تبزغ هي الأضراس الأولى الدائمية، والتي تبزغ مباشرة خلف الأضراس اللبنية الأخيرة. وهذه الأضراس الأولى مهمة للنمو الصحيح للأسنان الدائمية. وستستمر بقية الأسنان ال28 بالبزوغ حتى الثالثة عشرة من العمر.
يكتمل صف الأسنان الدائمية في وقت متاخر من فترة بزوغ الأسنان الدائمية. حيث عادة ما تبزغ الأسنان الأربعة الأخيرة وهي الأضراس الثالثة في الفترة بين العمر 17 و38 عامًا، وتسمى أسنان الحكمة.

## علم الأمراض
من الممكن أن يكون لديك أسنان إضافية أو «زائدة».  هذه الظاهرة تسمى فرط الأسنان ومن الخطأ تسميتها ب «الصف الثالث من الأسنان». قد تبزغ هذه الأسنان في الفم أو تبقى مطمورة في العظم. فرط الأسنان عادةً مرتبط بمتلازمات مثل متلازمة الشفة المشقوقة والحنك المشقوق، ومتلازمة لانجر- جيديون، وخلل التنسج الترقوي القحفي، ومتلازمة غاردنر.